# Yevgueni Sadovi

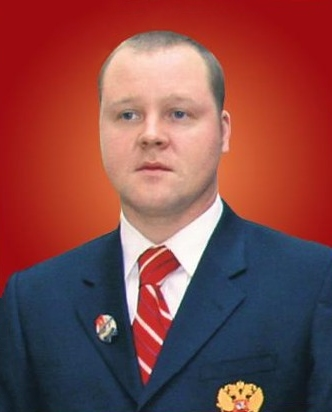
Yevgueni Sadovi

Yevgueni Víktorovich Sadovi (en ruso: Евгений Викторович Садовый); nacido el 19 de enero de 1973) en Volzhski es un nadador ruso retirado especializado en estilo libre que ganó tres medallas de oroen los Juegos Olímpicos de Barcelona 1992 por lo que fue elegido nadador del año por el Swimming World Magazine.

## Carrera deportiva
Nacido en Volgograd, Sadovi comenzó a nadar a la edad de 6 años. En 1981 su familia se trasladó a Volgogrado, y dos años después el joven Yevgueni comenzó a entrenar para competiciones internacionales.
En 1991 en los Campeonatos de Europa de natación celebrados en Atenas logró la medalla de oro en los 400 m libres y en el relevo 4 × 200 también en estilo libre.
En 1992 en los Juegos Olímpicos de Barcelona 1992, y con sólo 19 años Sadovi ganó tres medallas de oro y batió dos récords mundiales en los 400 m libres y en el relevo 4 × 200 libres. En la prueba de 200 m libres donde también logró en oro, no consiguió batir el récord del mundo por tan sólo 0,01 segundos. Pero en los 400 m rebajó el récord existente en poder del australiano Kieren Perkins, al que batió en la final, en 1,47 segundos.
En 1993 Sadovi fue segundo en el Campeonato de Europa y logró dos oros en los relevos 4 x 100 y 4 × 200 libres. Se retiró en septiembre de 1996

## Marcas personales
- 200 m libres: 1:46.70
- 400 m libres: 3:45.00

- Datos: Q377759
- Multimedia: Yevgeny Sadovyi / Q377759